# Tshepo Gumede
Tshepo Gumede est un footballeur sud-africain né le 21 avril 1991 à Dobsonville. Il joue au poste de défenseur à Cape Town Spurs FC.